# 월전
월전(月顚)은 서역 우전국(지금의 <Khotan>지방)에서 전래한 가면무로 간주된다. 신라오기의 하나이다. 어깨가 올라가고 목이 오그라든 예인(藝人)들이 여러 사람 등장하여 골계(滑稽)스런 회화를 주고 받는 내용의 골계희(滑稽戱)로 산악(散樂)의 일종이라는 설, 선비들이 주석(酒席)에서 격금내기로 실수하는 것을 내용으로 한 경희극(輕喜劇)이라는 설, 여러 난장이(群儒)들이 다리(假髮)를 머리에 쓰고 술잔을 다투어 마시는 놀음이라는 설, 혹은 가면인형극(假面人形劇)이란 설 등이 있는 것으로 보아, 가면을 쓴 배우들이 만좌를 웃음으로 휩쓰는 마임형식으로 골계희(滑稽戱)·경희극(輕喜劇)임에 틀림없는 것으로 보인다.

## 같이 보기
- 신라오기